# Cyphostemma microdipterum
Cyphostemma microdipterum là một loài thực vật hai lá mầm trong họ Nho. Loài này được (Baker) Desc. miêu tả khoa học đầu tiên năm 1966.